# Youssef Safri
Youssef Safri (en árabe: يوسف سفري‎, Casablanca, Marruecos, 3 de enero de 1977) es un exfutbolista y entrenador de fútbol de Marruecos que jugaba en la posición de centrocampista. Actualmente está sin club.

## Carrera

### Equipos
| Periodo   | Club                  | Apariciones | Goles |
| --------- | --------------------- | ----------- | ----- |
| 1996-1998 | Club Rachad Bernoussi | 23          | 1     |
| 1998–2001 | Raja Casablanca       | 101         | 11    |
| 2001–2004 | Coventry City FC      | 98          | 1     |
| 2004-2007 | Norwich City FC       | 92          | 4     |
| 2007-2008 | Southampton FC        | 39          | 0     |
| 2008-2013 | Qatar SC              | 90          | 8     |

### Selección nacional
A nivel de selecciones nacionales estuvo con Marruecos desde la categoría sub-20, y llegó a jugar en la Copa Mundial de Fútbol Sub-20 de 1997 y en los Juegos Olímpicos de Sídney 2000 en tres partidos. Debutó con Marruecos el 21 de diciembre de 1999 en el empate 0-0 ante Gambia en un amistoso en Agadir y su primer gol internacional lo anotó el 13 de octubre de 2002 en la victoria por 5-0 ante Guinea Ecuatorial en Rabat por la Clasificación para la Copa Africana de Naciones de 2004. Su retiro internacional fue el 10 de octubre de 2009 en la derrota por 1-3 ante Gabón en Libreville por la Clasificación de CAF para la Copa Mundial de Fútbol de 2010.
Jugó 79 partidos internacionales y anotó nueve goles, uno de ellos en la Copa Africana de Naciones 2004 donde fue finalista.

### Entrenador
| Periodo   | Club     |
| --------- | -------- |
| 2021-2023 | Qatar SC |
| 2024-2025 | Qatar SC |

## Logros
- Botola: 1998, 1999, 2000, 2001
- Liga de Campeones de la CAF: 1999
- Supercopa de la CAF: 2000
- Copa Príncipe de la Corona de Catar: 2009

## Distinciones
- Orden del Trono el 14 de febrero de 2004.[4][5]